# Escudo de la provincia de Palencia

Escudo oficial de la Diputación.

El escudo empleado por la Diputación Provincial de Palencia que puede considerarse como provincial reúne, como es frecuente en muchas provincias españolas, los blasones de poblaciones de la provincia que eran cabeza de los partidos judiciales en el momento de su creación. Fue creado el 25 de enero de 1949 por el Ministerio de la Gobernación y comenzó a ser utilizado por la Diputación Provincial desde el 8 de febrero de aquel año. Posee la siguiente descripción heráldica:

## Descripción
Escudo dividido en seis cuarteles: 
- En el primer cuartel, cortado de plata y de azur, un águila bicéfala de sable en la partición superior y tres flores de lis, de plata, colocadas dos y una que es el escudo de Frechilla;

- En el segundo, de plata con campaña de sínople (verde), dos ciervos pasantes en su color, surmontados por ondas de azur y plata y un puente del mismo metal (color) que es el de Cervera de Pisuerga;

Escudo de la Provincia de Palencia.

- En el tercero, cuartelado en sotuer de oro con seis bandas de gules (rojo), la primera y cuarta partición, y de azur la segunda y la tercera cargadas con la salutación evangélica “Ave” (a la diestra) “María” (a la siniestra) escrita en letras de plata que es el de Saldaña;

- En el cuarto, cortado de sínople y de gules, una estrella de siete puntas de oro en la partición superior y una cabeza de toro del mismo metal que es el de Astudillo;

- En el quinto, partido de azur y plata, carro de oro en la diestra y un león rampante de gules, linguado, uñado y armado de lo mismo que es el de Carrión de los Condes;

- En el sexto, de gules, cinco torres de oro, almenadas, mazonadas de sable y aclaradas de azur, en sotuer que es el de Baltanás;

Sobre el todo escusón cuartelado: en el primer y cuarto cuartel de azur, una cruz flordeliseada de oro; en el segundo y tercero de gules, un castillo de oro almenado de tres almenas, mamposteado de sable y clarado de azur que es el escudo de la Ciudad de Palencia.
El escudo rodeado a su diestra y siniestra por una cinta cargada con el lema “ARMAS Y CIENCIA” escrito en letras de sable.
Al timbre corona real antigua, abierta.